# Ares IV
Il razzo Ares IV è il terzo di una serie di veicoli di lancio che avrebbe dovuto supportare il programma Constellation, il progetto degli Stati Uniti per il futuro dell'esplorazione spaziale umana.
Il 1º febbraio 2010 il Presidente degli Stati Uniti d'America, Barack Obama ha annunciato l'intenzione di cancellare il programma a partire dall'anno finanziario 2011 ma tale decisione è stata successivamente emendata dal senato.

## Descrizione
Come descritto dalla NASA nel gennaio del 2007, questo veicolo alto 113 m dovrebbe essere composto dal nucleo a propellente liquido dell'Ares V, da due Space Shuttle Solid Rocket Booster a cinque segmenti e dallo stadio superiore a propellente liquido dell'Ares I. La capacità di carico totale dovrebbe essere 41100 kg ad un'altitudine di 385 km per effettuare l'inserimento tras-lunare diretto.

## Missione
Verso la fine del gennaio 2007 la NASA ha dichiarato che lo sviluppo dell'Ares IV è stato preso in considerazione per effettuare un viaggio anticipato verso l'orbita lunare con equipaggio umano. Non prevedendo atterraggi sulla Luna, questo vettore dovrebbe solo servire come test comprensivo del Veicolo per Esplorazione Orion e per valutare un profilo di rientro ad alta velocità per un eventuale missione abortita.
L'Ares IV potrebbe anche tornare utile in altri modi. Il razzo dovrebbe essere in grado di lanciare sia il Lunar Surface Access Module (LSAM) che il cosiddetto Block 2 di una missione lunare, ovvero il Veicolo per Esplorazione Orion (Orion crew exploration vehicle o CEV), in una traiettoria diretta verso il nostro Satellite. Dopo due lanci dell'Ares IV, uno per la Orion con equipaggio e uno per il LSAM senza equipaggio, i due veicoli si aggancerebbero in orbita lunare. Il piano attuale della NASA, invece, prevede che il CEV sia lanciato con un Ares I e il LSAM con un Ares V con un incontro e in orbita terrestre per effettuare poi il volo verso la Luna già uniti tra di loro.

Inoltre l'Ares IV potrebbe essere utile in caso di un incidente tipo Apollo 13: infatti in un caso simile una capsula Orion di salvataggio potrebbe essere inviata direttamente in orbita verso la Luna per recuperare gli astronauti.
L'Ares IV senza i Solid Rocket Boosters potrebbe anche essere usato per inserire in orbita terrestre una capsula Orion verso la Stazione spaziale internazionale o per altre missioni in orbita bassa. Questo potrebbe evitare del tutto lo sviluppo e la costruzione del Ares I, lasciando in servizio solo due razzi molto simili (Ares IV e V) facilitando e rendendo più economici la preparazione, il lancio e le modifiche. Sarebbe lo stesso concetto già proposto per i razzi Saturn II e Saturn INT-20, pianificati per il Apollo Applications Program poi annullato dalla Amministrazione Nixon in favore della Space Shuttle.

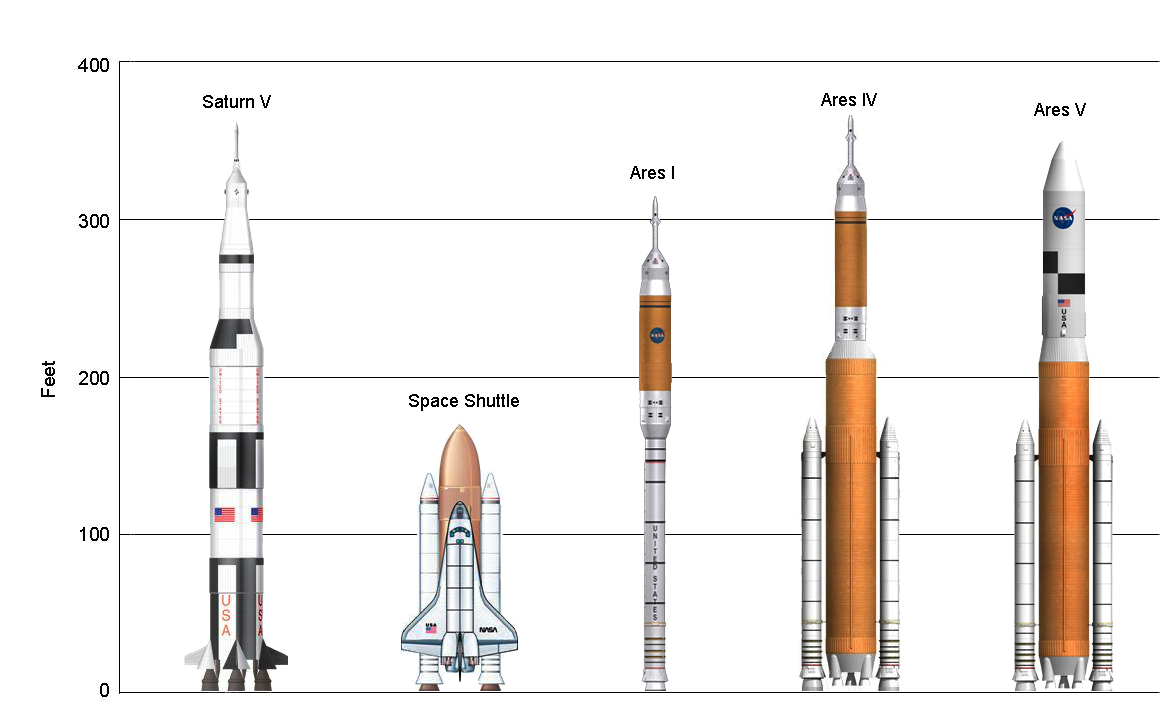
Comparazione tra il Saturn V, lo Space Shuttle e i tre vettori della famiglia Ares del programma Constellation